# Diana Beauclerk
Diana Beauclerk, nascida Diana Spencer (24 de março de 1734 — 1 de agosto de 1808), foi uma nobre e artista inglesa.

## Biografia
Ela era a filha mais velha de Charles Spencer, 3.º Duque de Marlborough (1706-1758) e de sua esposa, Hon. Elizabeth Trevor (m. 1761). Diana foi educada em Langley Park, Buckinghamshire, onde foi apresentada à arte ainda cedo. Além disso, Joshua Reynolds era um amigo de sua família.
Em 1757, Diana Spencer desposou Frederick St John, 2.º Visconde Bolingbroke (1734–1787). De 1762 até 1768, desempenhou o cargo de Lady of the Bedchamber da Rainha Carlota. Seu casamento foi infeliz, e Bolingbroke foi notoriamente infiel. Em fevereiro de 1768, ele exigiu o divórcio com o pretexto de adultério, por parte de sua esposa. A petição requereu um ato do parlamento e só foi atendida um mês depois.

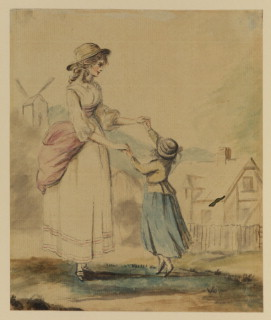
"Dama e criança dançando", pintura por Diana Beauclerk

Dois dias depois, ela casou-se com Topham Beauclerk, de Old Windsor. Eles tiveram quatro filhos: Anne (nascida por volta de 1764; não sobreviveu à infância), as gêmeas Elisabeth (20 de agosto de 1766 — 25 de março de 1793) e Mary Day Beauclerk (20 de agosto de 1766 — 23 de julho de 1851) e Charles George Beauclerk (20 de janeiro de 1774 — 25 de dezembro de 1846). Entre o círculo de amigos do casal estavam Samuel Johnson, Georgiana Cavendish, Edward Gibbon, David Garrick, Charles James Fox e Edmund Burke.
Beauclerk ilustrou várias produções literárias, incluindo a tragédia de Horace Walpole, "The Mysterious Mother"; a tradução inglesa de "Leonora" (1796) por Gottfried August Bürger; e "The Fables" (1797) de John Dryden.
Seu marido morreu em 1780, e, devido a finanças restritas, ela começou a ter uma vida mais retraída. Foi enterrada em Richmond.
Ela era prima distante e homônima da falecida Lady Diana, Princesa de Gales (1961-1997).